# Longroiva
Longroiva is een plaats (freguesia) in de Portugese gemeente Mêda en telt 416 inwoners (2001).